# Bore Hole Brook
Bore Hole Brook – strumień (brook) w kanadyjskiej prowincji Nowa Szkocja, w hrabstwie Pictou, płynący w kierunku północno-wschodnim i uchodzący do kanału wodnego The Sluice; nazwa urzędowo zatwierdzona 26 marca 1976.